# Saint-Bonnet-de-Rochefort

Saint-Bonnet-de-Rochefort este o comună în departamentul Allier din centrul Franței. În 1 ianuarie 2022 avea o populație de 714 de locuitori.